# 卡拉欽斯克區
55°03′N 74°35′E / 55.050°N 74.583°E
卡拉欽斯克區（俄语：Калачинский район），是俄羅斯的一個區，位於該國西南部，由鄂木斯克州負責管轄，面積2,800平方公里，2010年人口18,197，人口密度每平方公里6.5人。